# 志賀城
志賀城（しがじょう）は、長野県佐久市にあった日本の城。

## 概要
志賀城の築城時期は不明である。戦国時代、笠原清繁が城主であった。東西約220メートル、南北40メートル程で、南は断崖、北は急斜面となっている。当方に通じる尾根に堀切と廓を築いて防禦し、西方に3つの廓、中央にも5つの廓が作られている。

## 小田井原の戦い
武田晴信は佐久郡を完全に制圧するため、天文16年（1546年）志賀城を攻めた。笠原清繁は関東管領、上杉憲政の援軍を頼みにしており、志賀城には上野国の武将、高田憲頼も援軍として入城していた。
また、武田氏軍が志賀城を囲んでから、更に上杉憲政の援軍が碓氷峠を越えて志賀城へ向かったが、晴信が派遣した板垣信方、甘利虎泰、横田高松らにより、小田井原の戦いで、上杉氏の援軍は壊滅させられた。
武田晴信は、志賀城の士気の低下を狙い、城の周りに打ち取った首級三千を掛け並べさせたと伝えられている。やがて城は落城し、笠原清繁、高田憲頼ら城兵300余りが戦死し、生け捕りになった者は奴隷労働者とされ、黒川金山などへ人身売買された。
その後、志賀城に関しての記録は出てこない。
城跡は雲興寺からアクセスできる。石垣などが残っている。また、城下には笠原清繁の首塚と伝えられる五輪塔が残っている。

## 現地情報
所在地 - 長野県佐久市志賀3611

### 交通アクセス
- 東日本旅客鉄道(JR東日本)：佐久平駅より タクシーにて20分
- しなの鉄道：岩村田駅より タクシーにて15分
- 上信越自動車道 佐久インターチェンジもしくは佐久平スマートインターチェンジより車にて15分